# Montsaugeon
Montsaugeon era una comuna francesa situada en el departamento de Alto Marne, de la región de Gran Este, que el 1 de enero de 2016 pasó a ser una comuna delegada de la comuna nueva de Le Montsaugeonnais al fusionarse con las comunas de Prauthoy y Vaux-sous-Aubigny.

## Demografía
| Gráfica de evolución demográfica de Montsaugeon entre 1800 y 2013 |
|                                                                   |

Los datos demográficos contemplados en este gráfico de la comuna de Montsaugeon se han cogido de 1800 a 1999 de la página francesa EHESS/Cassini, y los demás datos de la página del INSEE.